# Terjék János
Szenterzsébeti Terjék János (fl. 1632–1674), a nyitrai püspökség és a nyitrai vár tiszttartója, a boldogkői vár tiszttartója, Zala vármegye adószedője, földbirtokos.

## Családja és származása
Az ősrégi Zala vármegyei nemesi származású szenterzsébeti Terjék család sarja. Apja szenterzsébeti Terjék Gergely (fl. 1597–1623), 1633-ban néhai, Zala vármegye főadószedője 1597 és 1599 között, valamint 1617. és 1619. között, Batthyány Ferenc soproni főispán familiárisa, földbirtokos, anyja rudnói Rudnay Borbála (fl. 1633) volt. Apai nagyapja szenterzsébeti Terjék Sebestyén (fl. 1564), földbirtokos; apai nagyapai dédszülei szenterzsébeti Terjék Antal (fl. 1513–1549), földbirtokos és zicsi Zichy Erzsébet (özvegy: fl. 1566–1572) voltak. Ennek a Terjék Antalnak a nagyszülei szenterzsébeti Terjék András (fl. 1453–1482), zalai földbirtokos és zicsi Zichy Katalin (fl. 1474–1496) asszony, akinek a szülei Zichy Benedek (fl. 1400–1458), földbirtokos és thapsonyi Anthymus Ilona voltak. Terjék János egyik fivére szenterzsébeti Terjék Miklós (fl. 1632–1646), földbirtokos, aki 1642 és 1646 között zalaegerszegi lovashadnagy volt.  Terjék Jánosnak a másik fivére Terjék Ferenc (fl. 1644–1658), földbirtokos, akinek a neje osztopáni Perneszy Anna volt.

## Élete
1643-ban találjuk Nyitrán mint a nyitrai püspökség valamint a nyitrai vár tiszttartója; később, 1645. június 3-ától 1646. április 12-ig szerepelt mint Zala vármegye adószedője. 1647 augusztusától 1648. novemberig Zalaegerszegről és Sümegről levelezett gróf Batthyány Ádámmal, még mindig tiszttartói minőségben, majd 1649 januárjától ismét Nyitrán tartózkodik Terjék János tiszttartó, aki akörül az esztergomi prímás familiárisai, szervitorai közé tartozó pohroncz-szelepcsényi Maholányi Borbálát vette feleségül. Maholányi Borbála családja Szelepcsényi György esztergomi érseksége alatt emelkedett fel; a legsikeresebb Maholányi családbeli, Terjék Jánosné unokaöccse, báró pohroncz-szelepcsényi Maholányi János (†1699), királyi személynök volt. 1650. október 26-án Terjék János, szentjakabi Pethő György, Bornemissza Ferenc, Meszlény Benedek urakkal együtt soproni, vasi és zalai birtokadományokban részesült magszakadás miatt. 1655. október 3-án III. Ferdinánd magyar király  adományban részesítette Terjék Jánost a felseőmajoroki, aszonfai, mattyushazai, mezeőlaki, zemlyei és dubai földbirtokrészekre.
1655. december 29-én az esztergomi káptalan beiktatta szenterzsébeti Terjék Jánost, nejét Maholányi Borbálát, valamint Gergely, László, Imre és Magdaléna gyermekeit, az „Iuanczy-Aiakas” birtokba. Terjék János a nyitrai püspökség és a vár tiszttartója volt, és 1663-ban rövid ellenállás után, átadta a töröknek a Nyitra várát. Alig egy évvel később, Szelepcsényi György érsek közbenjárásával, 1664. november 4-én I. Lipót magyar király, kegyelmet adott Terjék Jánosnak a Nyitra vár feladásával elkövetett hűtlensége miatt. Terjék János 1667. június 29.-én elfoglalta a boldogkői várat az érsek nevében, majd ellátta a vár tiszttartói tisztséget közel 8 évig (1675-ben Hankony János már a vár tiszttartója volt). Terjék János 1674-ben pedig ismét Zalában tartózkodott fiával, Terjék Gergellyel, akivel értékelve felszabadította a László András nevű jobbágyát; ugyanakkor Terjék János megengedte, hogy nemességért folyamodjon a volt jobbágya, és a Salomváron levő elzálogosított földbirtokát neki adta (ez lesz a majdani nemesi származású salomvári László család: 1678. február 12.-én I. Lipót magyar király magyar nemességet adományozott salomvári László Andrásnak).

## Házassága és leszármazottjai
Szenterzsébeti Terjék János feleségül vette pohroncz-szelepcsényi Maholányi Borbála (fl. 1655) kisasszonyt. Maholányi Borbála rokona Szelepcsényi György esztergomi érsek, akinek unokaöccse báró pohroncz-szelepcsényi Maholányi János (†1699), királyi személynök volt. Terjék János és Maholányi Borbála frigyéből származott: 
- szenterzsébeti Terjék Gergely (fl. 1655), andráshidai földbirtokos. Felesége: nemes Mogyorossy Judit.
- szenterzsébeti Terjék László (fl. 1655)
- szenterzsébeti Terjék Imre (fl. 1655)
- szenterzsébeti Terjék Magdolna (fl. 1655)
- szenterzsébeti Terjék Mária (fl. 1692). Férje: sidi Sidy Mihály (fl. 1672–1711) Zala vármegye külön kiküldött követe az 1705-ben zajló Szécsényi országgyűlésen, az egervári várkastély helyettes kapitánya, zalai főszolgabíró, földbirtokos.[9][10]